# Allakaye
Allakaye (auch: Allakai, Allakay, Allakèye) ist eine Landgemeinde im Departement Bouza in Niger.

## Geographie
Allakaye liegt in der Sahelzone. Die Nachbargemeinden sind Garhanga im Norden, Déoulé im Nordosten, Tama im Südosten und Badaguichiri im Westen. Bei den Siedlungen im Gemeindegebiet handelt es sich um 41 Dörfer und 26 Weiler. Der Hauptort der Landgemeinde ist das Dorf Allakaye. Es liegt auf einer Höhe von 484 m. Weitere größere Dörfer sind Angoual Dénia und Assoudjé.
Weite Teile der Gemeinde einschließlich des Hauptorts befinden sich in der Gebirgslandschaft Ader Doutchi. Durch die Gemeinde verlaufen die Hochtäler von Allakaye und Grado Sud, zwei Nebentäler des Tals von Badaguichiri. Das Hochtal von Allakeye weist ein Einzugsgebiet von 37.290,14 Hektar auf und gehört zum Teil zur Nachbargemeinde Badaguichiri. Das Hochtal von Grado Sud hat ein Einzugsgebiet von 17.668,71 Hektar und liegt teilweise in der Nachbargemeinde Garhanga.

## Geschichte
Das Dorf Allakaye gehörte im letzten Drittel des 19. Jahrhunderts zum Herrschaftsgebiet der Tuareg-Untergruppe Kel Gress. Der Markt im zu Allakaye gehörenden Dorf Tadoupta war einer der kleinen Märkte in der Region, die zu Beginn des 20. Jahrhunderts von der damaligen französischen Verwaltung zugelassen wurden.
Die Landgemeinde Allakaye ging als Verwaltungseinheit 2002 im Zuge einer landesweiten Verwaltungsreform aus dem nordwestlichen Teil des Kantons Bouza hervor.

## Bevölkerung
Bei der Volkszählung 2012 hatte die Landgemeinde 80.280 Einwohner, die in 12.406 Haushalten lebten. Bei der Volkszählung 2001 betrug die Einwohnerzahl 53.556 in 8510 Haushalten.
Im Hauptort lebten bei der Volkszählung 2012 7363 Einwohner in 1216 Haushalten, bei der Volkszählung 2001 6244 in 991 Haushalten und bei der Volkszählung 1988 3251 in 572 Haushalten.
In ethnischer Hinsicht ist die Gemeinde ein Siedlungsgebiet von Hausa, Fulbe und Tuareg.

## Politik
Der Gemeinderat (conseil municipal) hat 20 gewählte Mitglieder. Mit den Kommunalwahlen 2020 sind die Sitze im Gemeinderat wie folgt verteilt: 17 PNDS-Tarayya und 3 MPR-Jamhuriya.
Jeweils ein traditioneller Ortsvorsteher (chef traditionnel) steht an der Spitze von 32 Dörfern in der Gemeinde.

## Wirtschaft und Infrastruktur
Die wichtigsten wirtschaftlichen Aktivitäten der Bevölkerung sind Ackerbau, Viehzucht und Fischerei. Es werden Hirse, Sorghum und Augenbohnen angebaut. Die Gemeinde liegt in einer Zone, in der Regenfeldbau betrieben wird. Die meisten jungen Männer aus der Gemeinde gehen zur saisonalen Arbeitsmigration ins Ausland, vor allem in die Elfenbeinküste.
Gesundheitszentren des Typs Centre de Santé Intégré (CSI) sind im Hauptort sowie in den Siedlungen Angoual Dénia und Tadoupta vorhanden. Der CEG Allakaye ist eine allgemein bildende Schule der Sekundarstufe des Typs Collège d’Enseignement Général (CEG). Beim Centre de Formation aux Métiers d’Allakaye (CFM Allakaye) handelt es sich um ein Berufsausbildungszentrum.